# Otigošće
 Ovo je glavno značenje pojma Otigošće. Za druga značenja pogledajte Otigošće (razdvojba).
Otigošće je naseljeno mjesto u općini Fojnica, Federacija Bosne i Hercegovine, BiH.
Nalazi se oko 5 kilometara jugoistočno od Fojnice.

## Povijest
Kod Otigošća je prapovijesni gradinski lokalitet Zvonigrad. Pretpostavlja se da su drevni rudari u Zvonigradu nalazili sklonište.
Na Otigošću se nalazi filijalna crkva sv. Ane.

## Stanovništvo

### 1991.
Nacionalni sastav stanovništva 1991. godine, bio je sljedeći:
ukupno: 330
- Hrvati - 292
- Muslimani - 31
- ostali, neopredijeljeni i nepoznato - 7

### 2013.
Nacionalni sastav stanovništva 2013. godine, bio je sljedeći:
ukupno: 165
- Hrvati - 162
- Bošnjaci - 3

## Poznate osobe
- Fra Leonardo Čuturić, kroničar, zavičajni pisac, profesor povijesti i zemljopisa, autor molitvenika Biserje sv. Ante, pokretač i urednik Glasnika sv. Ante[6]

## Vanjske poveznice
- Satelitska snimka[neaktivna poveznica]